# Telochurus fusca
Telochurus fusca är en fjärilsart som beskrevs av Barend J. Lempke 1959. Telochurus fusca ingår i släktet Telochurus och familjen tofsspinnare. Inga underarter finns listade i Catalogue of Life.